# Élection présidentielle gabonaise de 1993
L'élection présidentielle gabonaise a eu lieu le 5 décembre 1993. Première élection présidentielle après l'instauration du multipartisme en 1990, elle a néanmoins été remportée par le président sortant, Omar Bongo, en poste depuis 1967.
| Candidat | Candidat                            | Parti       | Votes   | Votes   | Votes |
| Candidat | Candidat                            | Parti       | No.     | %       |       |
| -------- | ----------------------------------- | ----------- | ------- | ------- | ----- |
|          | Omar Bongo Ondimba                  | PDG         | 213 793 | 51,20 % |       |
|          | Paul Mba Abessole                   | RNDB        | 70 747  | 26,50 % |       |
|          | Pierre Louis Agondjo Okawe          |             | 19 961  | 4,80 %  |       |
|          | Pierre Claver Maganga Moussavou     | PSD         | 15 220  | 3,60 %  |       |
|          | Jules Aristide Bourdes-Ogouliguende | Indépendant | 14 113  | 3,40 %  |       |
|          | Alexandre Sambat                    | Indépendant | 10 819  | 2,60 %  |       |
|          | Didjob Divungi Di Ndinge            | Indépendant | 9 203   | 2,20 %  |       |
|          | Léon Mbou Yembi                     |             | 7 625   | 1,80 %  |       |
|          | Jean-Pierre Lemboumba-Lepandou      |             | 5 768   | 1,40 %  |       |
|          | Marc Saturnin Nan Nguéma            | Indépendant | 3 579   | 0,90 %  |       |
|          | Simon Oyono Aba                     |             | 3 446   | 0,90 %  |       |
|          | Adrien Ngueme-Ondo                  |             | 1 842   | 0,40 %  |       |
|          | Léon Mebiame                        |             | 1 583   | 0,40 %  |       |